# Клінохлор
Клінохлор — мінерал, магніїсто-алюмініїстий силікат шаруватої будови.

## Історія та етимологія
Мінерал клінохлор вперше описав американський геолог і мінералог Вільям Фіппс Блейк (1826—1910) у 1851 році.

## Загальний опис
Хімічна формула: Mg4(Mg, Al)2•(OH)8[(Si, Al)2 Si2O10].
Містить (%): MgO — 17-34,5; Al2O3 — 13,1-17,6; SiO2 — 28,3-33,9; H2O — 11,7-14,2.
Сингонія моноклінна.
Густина 2,61-2,78.
Твердість 2-3.
Колір зелений, жовтий.
Блиск перламутровий.
Важливий мінерал метаморфічних комплексів. Породотвірний мінерал сланців.

## Різновиди
Розрізняють:
- клінохлор марганцевистий (відміна клінохлору, яка містить 8,24 % MnO);
- клінохлор хромистий (відміна клінохлору, яка містить 1,5-4 % Cr2O3).

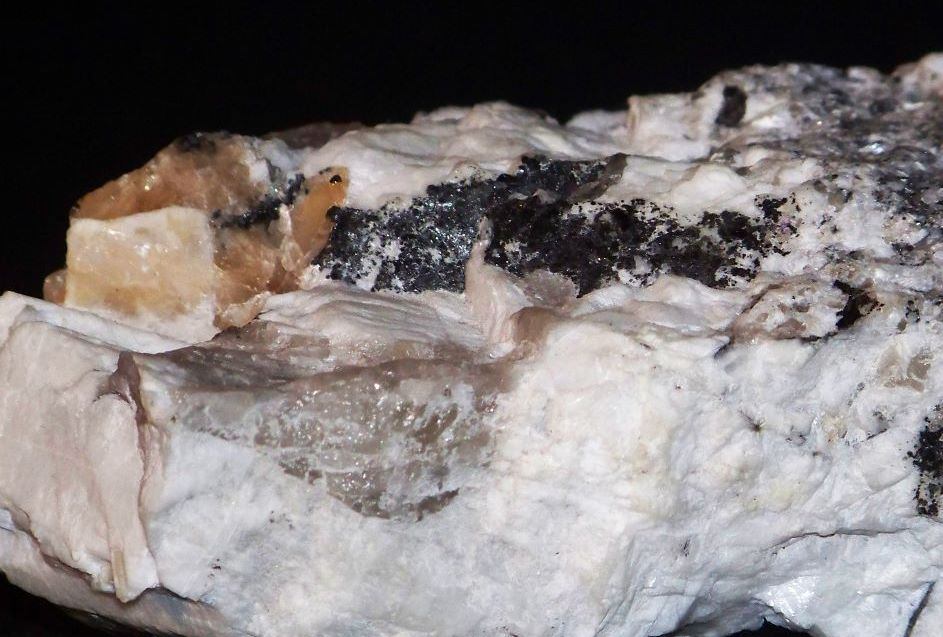
border
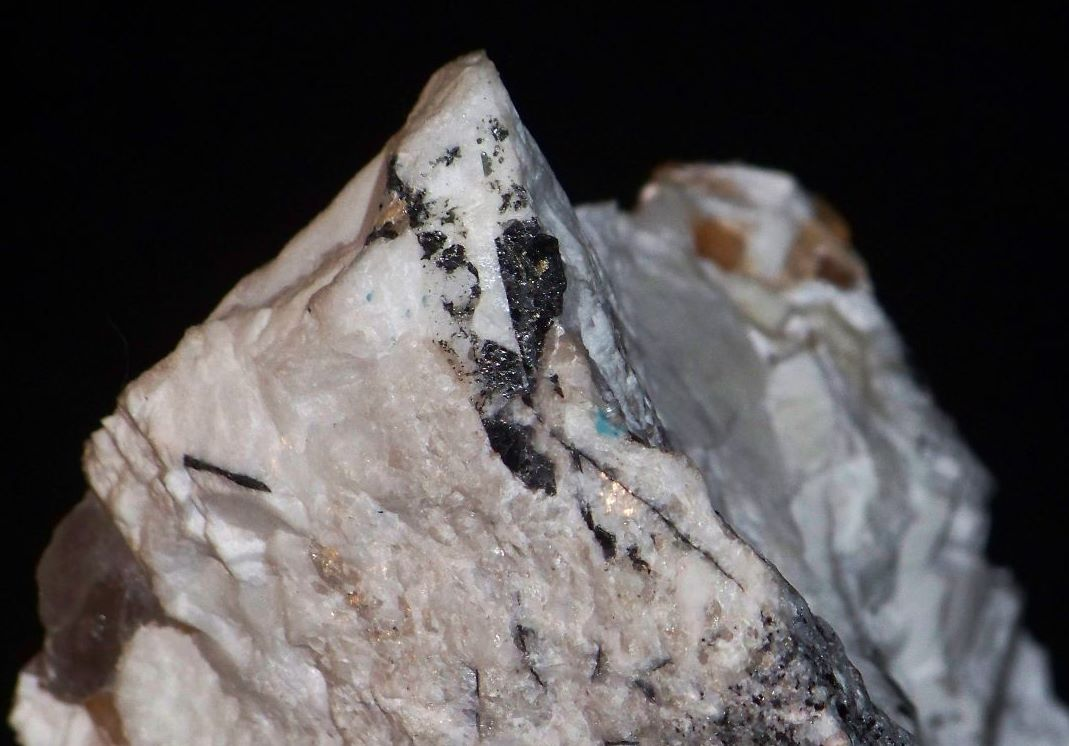
border
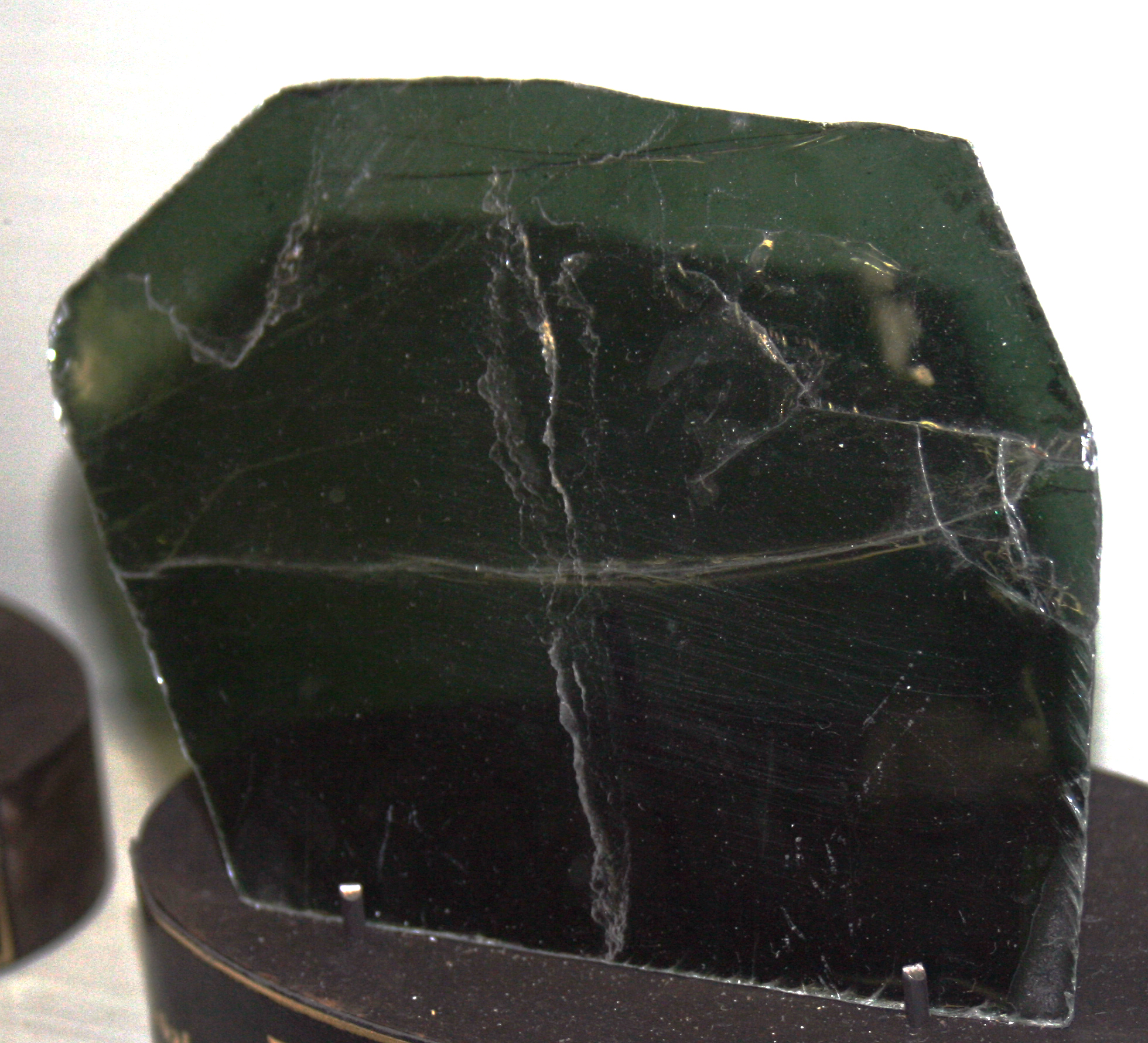
border
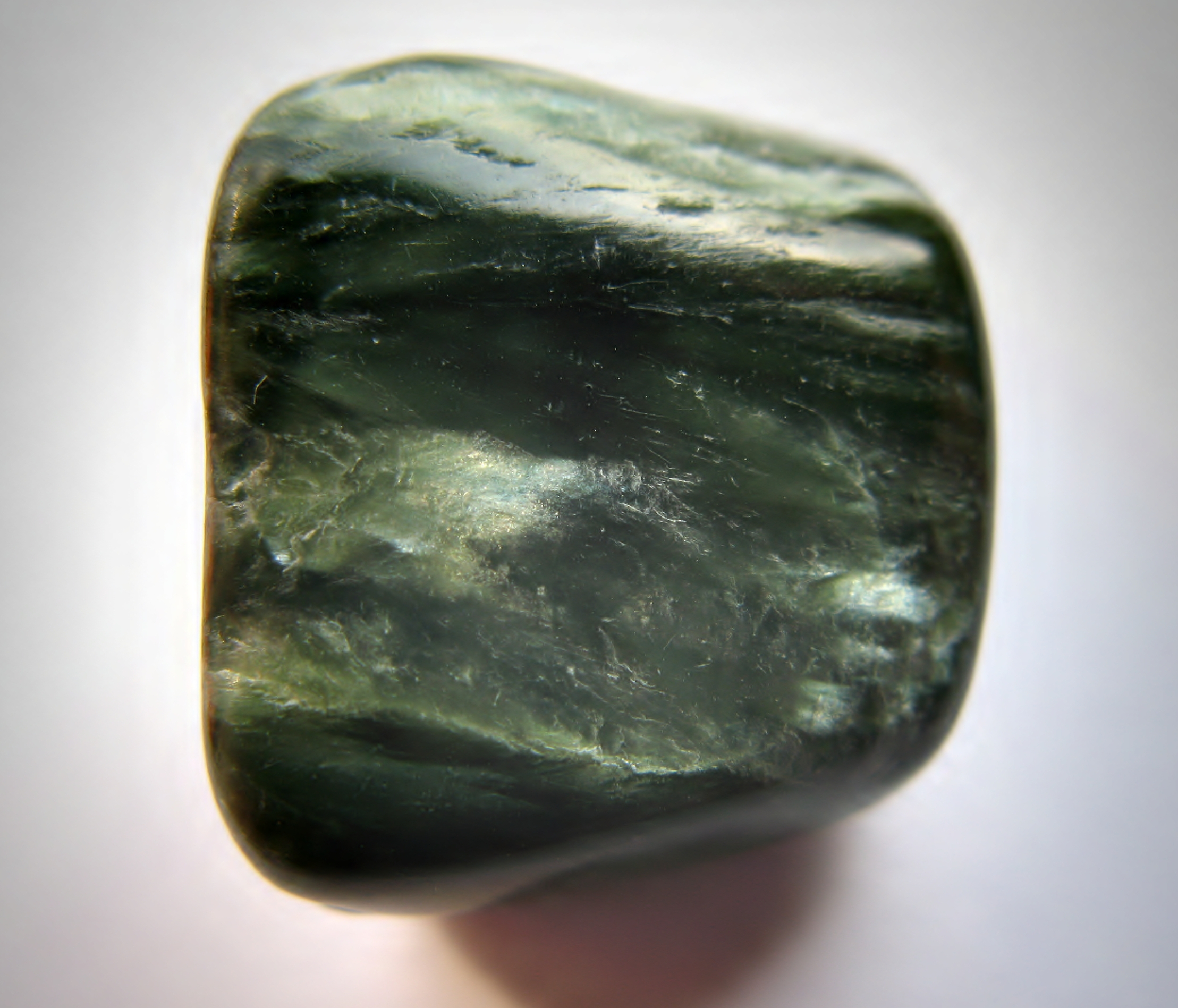
Клінохлор
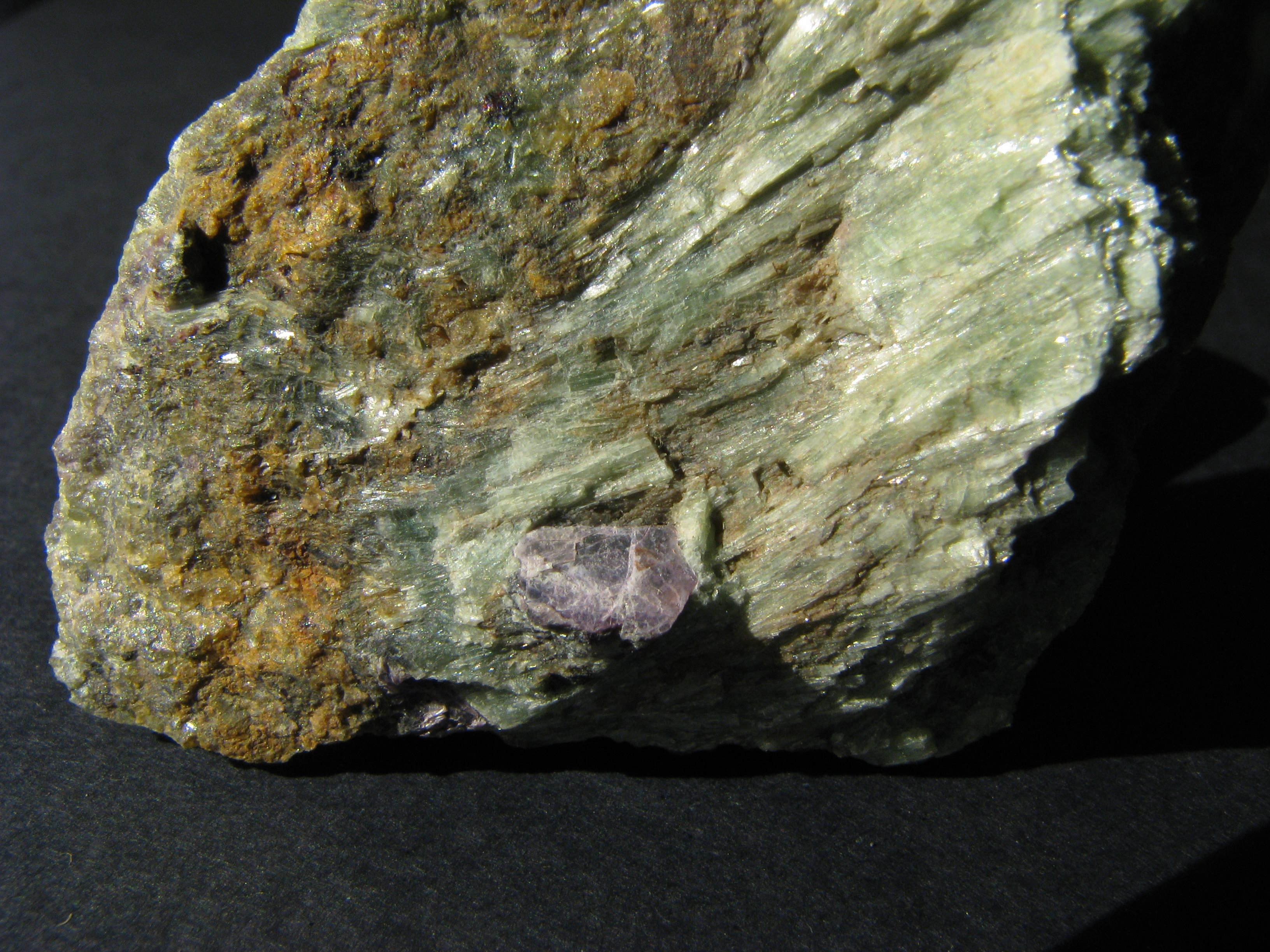
Клінохлор, П'ємонт, Італія